# Coleophora hornigi
Coleophora hornigi é uma espécie de mariposa do gênero Coleophora pertencente à família Coleophoridae.